# Sarà perché ti amo/Bello l'amore
Sarà perché ti amo/Bello l'amore [saˈra perˈke ti ˈaːmo] – singel włoskiego zespołu Ricchi e Poveri, wydany w lutym 1981 r. przez Baby Records. Oba utwory pochodzą z albumu E penso a te.

## Lista utworów
Źródło: discogs.com
A: „Sarà perché ti amo” (3:09)
B: „Bello l'amore” (3:21)

## Sarà perché ti amo
Piosenka „Sarà perché ti amo” odniosła sukces we Włoszech, stając się najlepiej sprzedającym się włoskojęzycznym singlem w tym kraju w 1981 r.. Obecnie uznawana za kultową i wielopokoleniową, jest regularnie wykorzystywana w kontekstach świątecznych oraz sportowych. W 1981 r. stała się nieoficjalnym hymnem kibiców A.C. Milan, mając podkreślać ich miłość do drużyny w najgorszym okresie w historii klubu. Na przełomie lat 70. i 80. XX wieku zespół ten przeżywał bowiem poważny kryzys, dwukrotnie z rzędu spadając z Serie A do Serie B – w sezonie 1979/80 karnie za udział w aferze korupcyjnej tzw. „Totonero”, a w edycji 1981/82 już z powodów czysto sportowych. Od tego czasu „Sarà perché ti amo” jest wykonywana a cappella przez sympatyków „Rossonerich” przed meczami na stadionie San Siro, od 2010 r. ze zmodyfikowanym tekstem, odnoszącym się do fanów Juventusu Turyn, jednego z ich największych rywali. Jest również hymnem kibiców cypryjskiego FC Pafos.
Utwór ten był wielokrotnie coverowany, m.in. w języku hiszpańskim („Sera porque te amo” przez meksykańską grupę Los Tigrillos con Dinora), duńskim (synthpopowa wersja pt. „Hvor Ska' Vi Sove I Nat?” wykonana przez zespół Laban) oraz polskim (wersja discopolowa pt. „Straciłaś cnotę”, śpiewana przez takich wykonawców, jak Dekret, Krzysztof Cieciuch, Mega Dance, Marek Szurpik, czy Toples).